# قاروبابا
قاروبابا بلدية في ولاية سانتا كاتارينا في المنطقة الجنوبية من البرازيل.